# Trichocentrum haematochilum
Trichocentrum haematochilum är en orkidéart som först beskrevs av John Lindley och Joseph Paxton, och fick sitt nu gällande namn av Mark W. Chase och Norris Hagan Williams. Trichocentrum haematochilum ingår i släktet Trichocentrum och familjen orkidéer. Inga underarter finns listade i Catalogue of Life.

## Bildgalleri

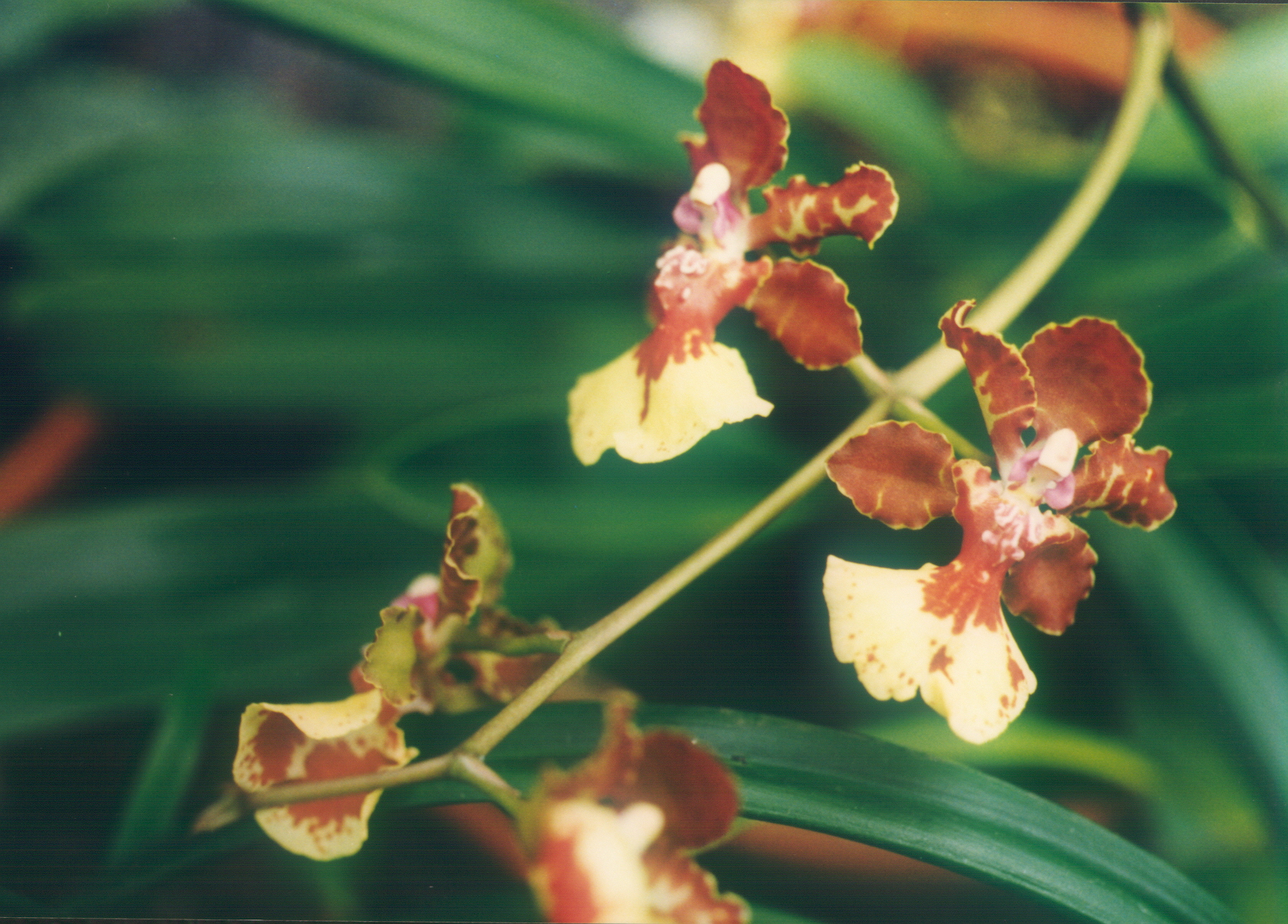
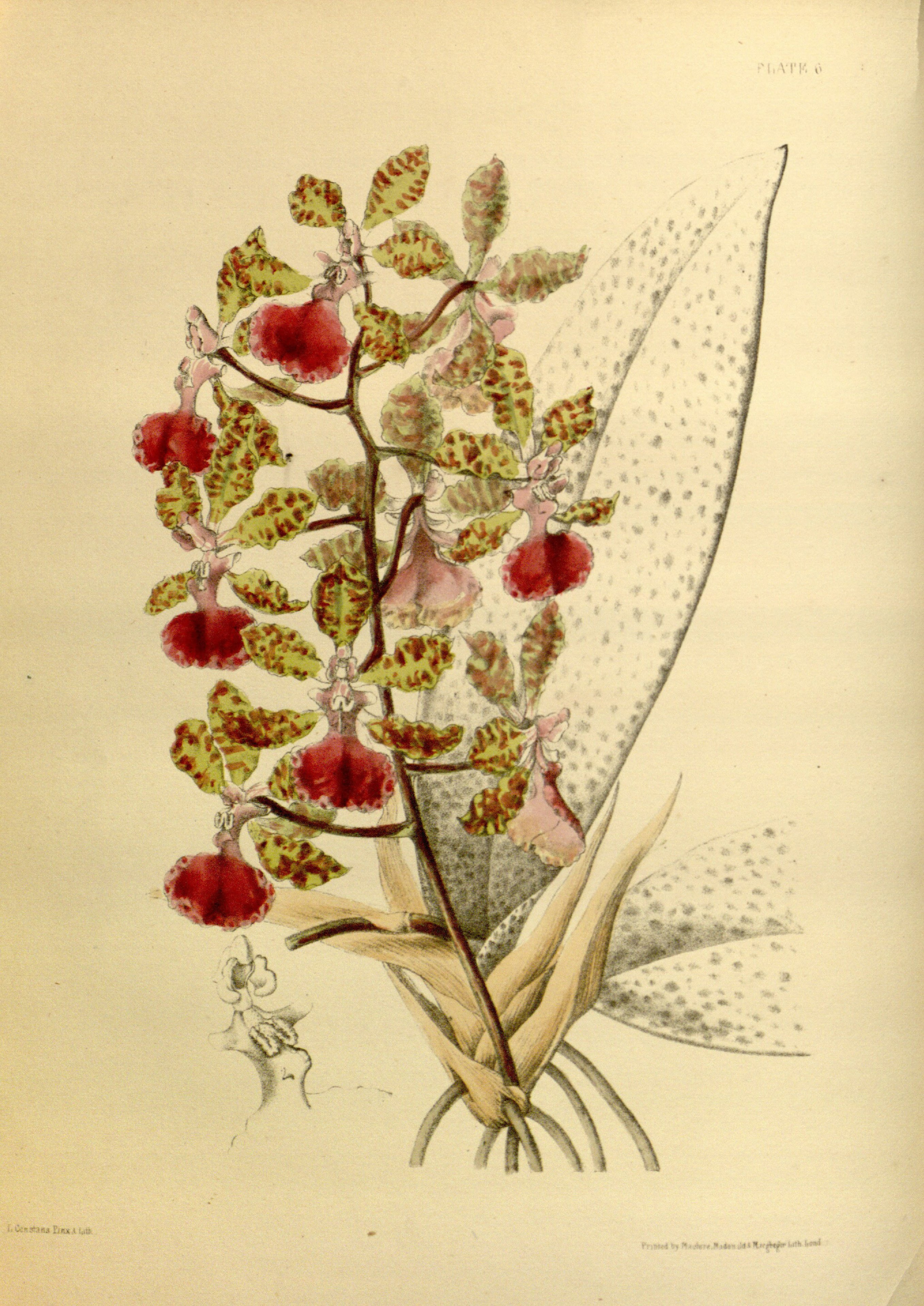
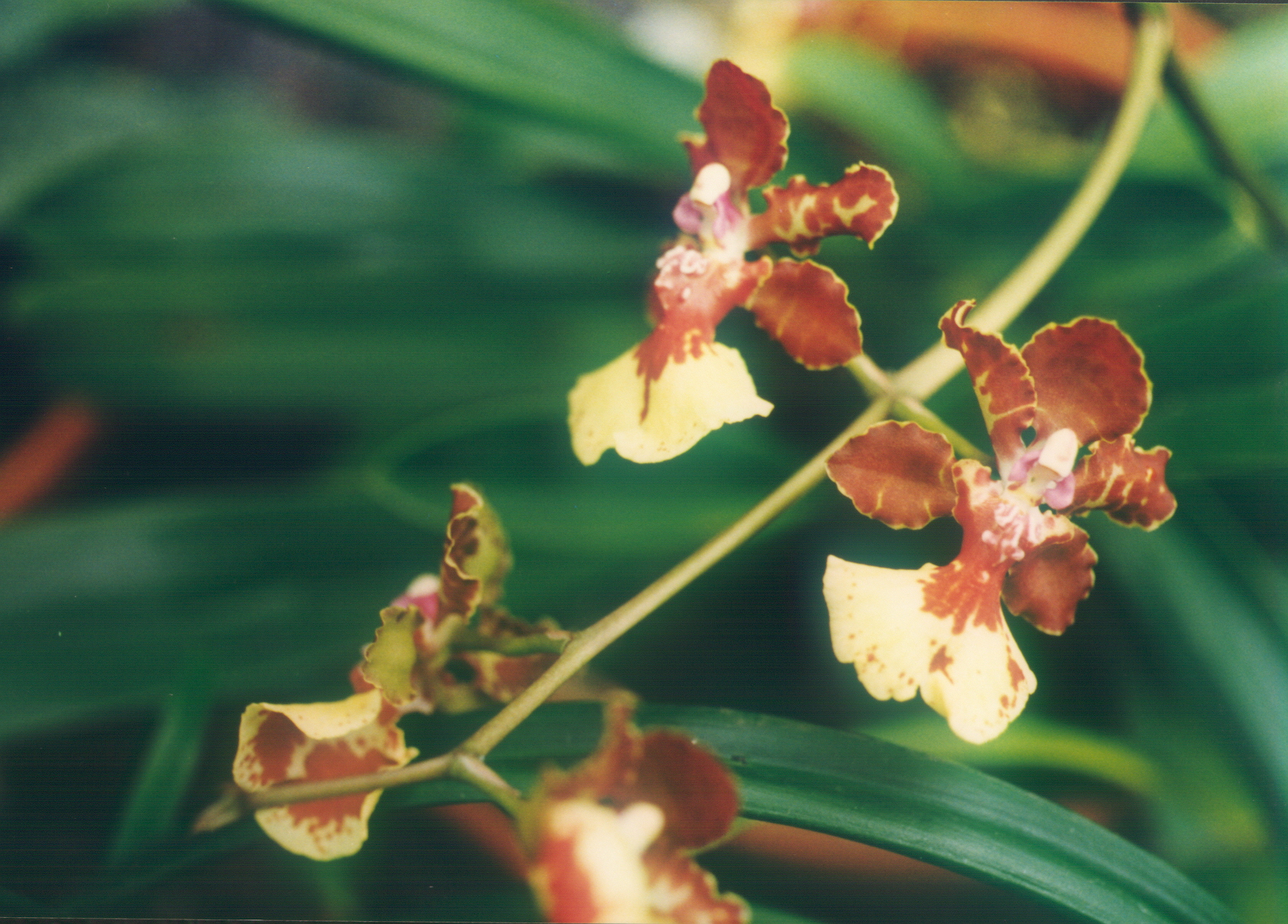